# Feldpost der Alliierten in Deutschland nach dem Ersten Weltkrieg 1918–1935
Dieser Artikel behandelt die Feldpost der Alliierten in Deutschland nach dem Ersten Weltkrieg 1918 bis 1935, unter Einbeziehung des historischen Hintergrunds. Hauptaspekte sind die Organisationsstrukturen und Verfahren, mit denen die nach dem Friedensvertrag von Versailles in Deutschland stationierten Besatzungstruppen den Postverkehr der Militärangehörigen mit ihren Heimatländern durchführten. Ebenso wird auf die Feldpost der Militärverbände eingegangen, die zur Sicherstellung einer ordnungsgemäßen Durchführung der Abstimmung über die Zugehörigkeit zum Deutschen Reich in fünf Abstimmungsgebieten stationiert waren. Ein Schwerpunkt liegt dabei auf den philatelistischen Aspekten.

## Historischer Kontext
Der Erste Weltkrieg hatte verschiedene politische Umbrüche zur Folge. Aus dem Kaiserreich Deutschland entstand die Weimarer Republik. Der Friedensvertrag von Versailles am 28. Juni 1919 sprach Deutschland die gesamte Kriegsschuld zu, veränderte die Grenzen Europas und griff durch hohe Reparationsforderungen stark in das Wirtschaftsleben ein. Schon 1917 war es in Russland zur Revolution gekommen und die USA traten im selben Jahre erstmals in Europa in einen Krieg ein.
Am 8. November 1918 gibt Marschall Foch in ultimativer Form die Waffenstillstandsbedingungen bekannt. Am 23. November marschieren farbige französische Truppen in die Südwestpfalz ein. Auf Einspruch der deutschen Mitglieder der Waffenstillstandskommission müssen sie sich am 27. November zurückziehen. Am 1. Dezember 1918 überschreiten die 2. britische Armee und die 3. U.S. Armee die deutsche Grenze. Koblenz und Mainz werden besetzt. Die Besatzung der Pfalz beginnt. Kommandeur der einmarschierten 8. Armee ist General Augustin Gérard (Stabschef Major Jacuot), der sein Hauptquartier am 4. Dezember 1918 in Landau aufschlägt. Oberkommandierender der französischen Armee ist General Mangin, Hauptquartier Mainz. – Der Vertrag von Versailles verlangt die Abtretung des pfälzischen Bezirks St. Ingbert, Teile des Bezirks Zweibrücken und Homburg und der Stadt Homburg an das Saargebiet. – Britische Truppen besetzen die Städte Köln und Bonn. Der Waffenstillstand wird bis zum 17. Januar 1919 verlängert.

Einteilung der Besatzungszonen im Rheinland

Die Besetzung des Rheinlandes ist am 20. Dezember 1918 abgeschlossen. – Belgier besetzen das Gebiet von Aachen, – Briten das von Köln, – Amerikaner das von Trier und Koblenz. – Italiener sind für kurze Zeit in der Pfalz und Rheinhessen. – Franzosen in Mainz sichern sich das Recht an der Mitbestimmung in den anderen Zonen. – Rheinland-Kommission in Koblenz oberste Zivilbehörde. – Insgesamt stehen 50 fremde Divisionen auf deutschem Boden. Die Stärke der einzelnen Divisionen war nicht völlig gleich. Man geht von einer Durchschnittsgröße von 12.000 Mann aus. – Die Franzosen kamen mit zwei ganzen Armeen, der 8. Armee unter General Gérard und der 10. Armee unter General Mangin, in den südlichen Teil des besetzten Gebiets und weiteren Divisionen im Norden in die Gegend von Aachen. – Die Amerikaner kamen mit ihrer 3. Armee unter General Liggett. – Die Briten und Belgier brachten einige Divisionen ins Rheinland.
Der Brückenkopf Kehl, die Häfen Mannheim und Duisburg werden am 17. Februar 1919 besetzt. Vom 18. März bis 31. August 1919 wird eine Britische Flugpost Köln – Folkestone eingerichtet. Die britischen Truppen in Deutschland bildeten die BAOR, die „British Army of the Rhine“.
Die Übergabe der Friedensbedingungen an die deutsche Delegation erfolgt am 7. Mai in Versailles. Im Spiegelsaal von Versailles wird der Friedensvertrag unterzeichnet. – Gleichzeitige Unterzeichnung des Rheinlandabkommens Besatzung 150.000 Mann, davon 110.000 Franzosen, davon wieder 30.000 Farbige. 220 Orte sind besetzt, 154 von Frankreich. Auf jeden Franzosen und seine Angehörigen kommen 15 Deutsche.
Das Rheinland umfasst folgende drei Zonen: 1. Zone Köln, vorgesehene Räumung nach 5 Jahren – 2. Zone Koblenz, vorgesehene Räumung nach 10 Jahren – und die 3. Zone Mainz, vorgesehene Räumung nach 15 Jahren.

## Die Alliierten
Hinweis: Da das Thema sehr umfangreich ist, wurden die Alliierten in die jeweiligen Unterlemmas aufgeteilt.
- Feldpost der Amerikaner in Deutschland nach dem Ersten Weltkrieg 1918–1935
- Feldpost der Belgier in Deutschland nach dem Ersten Weltkrieg 1918–1935 sowie Belgische Feldpost
- Feldpost der Briten in Deutschland nach dem Ersten Weltkrieg 1918–1935
- Feldpost der Franzosen in Deutschland nach dem Ersten Weltkrieg 1918–1935

## Feldpost in den Abstimmungsgebieten

### Vorgeschichte
Auf Grund des Versailler Vertrages war in fünf deutschen Grenzgebieten (in Eupen -Malmedy, Nordschleswig, Ostpreußen (Marienwerder und Allenstein) Oberschlesien und im Saarland) eine Abstimmung darüber vorgeschrieben, ob die Einwohner unter der Regierung des Deutschen Reiches bleiben oder unter die des Nachbarlandes kommen wollten.
Die deutsche Reichswehr hatte das Abstimmungsgebiet zu verlassen. Für Ruhe und Sicherheit hatten in dieser Zeit, neben einer verbliebenen deutschen Polizeitruppe, die im Vertrag bestimmten Besatzungseinheiten zu sorgen. Die Abstimmungskommissionen setzten sich aus Vertretern von Großbritannien, Italien, Frankreich und Japan zusammen. Die Abstimmungstruppen stellten Großbritannien, Frankreich und Italien. Ursprünglich war die Beteiligung der USA vorgesehen, diese hatten aber den Versailler Vertrag nicht unterschrieben und schieden dadurch für derartige Aufgaben aus.

### Schleswig (mit Flensburg)
Bereits am 14. November 1918 bot die deutsche Regierung eine Neuordnung der Grenze in Nordschleswig an. Die dänische Regierung lehnte ab, sie wartete auf den Abschluss eines Friedensvertrages.
Am 20. Januar 1920 trafen, aus dem Rheinland kommend, 300 französische Alpenjäger des 2. Bataillon Chasseurs Alpines zur Besetzung Haderslebens ein. Sonderburg wurde am 21. Januar 1920 von einer weiteren Abteilung besetzt. Eine Abteilung französischer Alpenjäger besetzte Flensburg am 25. Januar 1920, zusammen mit einem Bataillon britischer Truppen (das „1. Battalion Sherwood Foresters“). In Apenrade wurden zwei Offiziere und 35 Mann stationiert. Tondern erhielt einen Offizier und 30 Mann als Einquartierung zugeteilt.
Die Abstimmungstruppen in Schleswig verfügten über keine Feldposteinrichtungen. Die Post wurde gesammelt und in geschlossenen Postsäcken in die Heimat transportiert. Von den Briten sind Belege mit der Inschrift „Schlesvig Plebiscite Force“ oder „Flensburg Plebiscite Force“ bekannt, die erst nach Ankunft in London abgestempelt wurden.
Am 16. Juni 1920 verließ die Internationale Kommission Flensburg; sie unterhielt noch einige Zeit ein Abwicklungsbüro in Kollund.

### Ost- und Westpreußen (Danzig)
Süd-Ostpreußen und das Gebiet Marienwerder hatte sich am 11. Juli 1920 für den Verbleib bei Deutschland oder zu einer Zugehörigkeit zur neuen Republik Polen zu entscheiden. Die Stadt Danzig wurde im Friedensvertrag zur Freien Stadt Danzig erklärt.

#### Danzig
In Danzig waren Britische und französische Truppen (1. Bn The Royal Fusiliers, 10. Bataillon Chasseurs Alpines) vom Februar bis November 1920 als Sicherheitstruppe während der so genannten Interimszeit stationiert, da man eine Annexion der Stadt durch Polen befürchtete. Als Danzig dann am 15. November 1920 offiziell als „Freie Stadt und Freistaat“ dem Protektorat des Völkerbundes unterstellt wurde, konnten die Truppen abgezogen werden.
Die Kommandantur des britischen Hauptquartiers für die Truppen in Danzig wurde durch das Feldpostamt „H 2“ versorgt. Es war ursprünglich einem Truppenteil zugeordnet. Es bediente das Hauptquartier des II. Corps in Leverkusen. Mit Auflösung des Hauptquartiers wurde es in ein festes Feldpostamt umgewandelt, das bis zum 22. November 1919 in Leverkusen verblieb. Der Tag der Eröffnung in Danzig ist nicht bekannt. Das erste nachgewiesene Datum ist auf einem Brief vom 16. Februar 1920. Das Feldpostamt schloss in Danzig am 26. oder 27. November 1920. Danach wurde die Post regelmäßig durch den „Senior Naval Officer Baltic“ besorgt, also über Verbindungen der Marine nach London befördert.
Bis zum 24. August 1920 galt Gebührenfreiheit für Briefe bis 1 Unze und für Postkarten. Danach waren für Briefe 2 Pence für jede Unze und 1 Penny für Postkarten zu zahlen. Von der Truppen waren britische Marken zu verwenden.
Abstempelungen mit dem Stempel „H.2“ auf Danzig-Marken haben fast immer philatelistischen oder Erinnerungscharakter. Verwendet wurde auch ein Zensurstempel, und zwar der mit der Nummer 7151. Er diente der Bestätigung der Portofreiheit, eine Zensur fand nicht statt.
Die französischen Truppen in Danzig unterstanden dem S.P.190 in Memel, dieser Secteur Postal galt nur als Feldpostadresse und hatte keinen eigenen Stempel.
Auch die USA unterhielten anfangs ein kleines Marinekontingent im Hafen von Danzig. Die Post dieser Einheit wurde mit einem Einzeiler abgestempelt, „U.S.NAVY PORT OFFICE, DANZIG, GERMANY“ und per Kurier nach Paris weitergeleitet, wo sie an das U.S. APO 702 zur weiteren Beförderung übergeben wurde.

#### Marienwerder (Kwidzyn) – Westpreußen und Allenstein (Olsztyn) – Ostpreußen
Die Verhältnisse in diesen Landesteilen waren sehr gespannt. Diese Teile wurden zum großen Teil von Masuren bewohnt, die zwar den Polen verwandt, aber evangelisch waren und lange Zeit unter deutscher Herrschaft lebten, so dass sie sich als Deutsche und Preußen fühlten.
Die interalliierte Abstimmungskommission hatte sich in das durch die Schlacht von Tannenberg historisch gewordene „Allensteiner Gebiet“ begeben, um den Gang der Abstimmung zu beaufsichtigen. Die Vorbereitungen zur Wahl waren stark emotional geladen. Unruhen und kleinere Kämpfe blieben nicht aus.
Die deutsche Reichswehr verließ in der Zeit vom 1. bis zum 6. Februar 1920 die Abstimmungsgebiete. Lediglich die deutschen Militär-Lazarette durften in den Zonen verbleiben. Noch vor dem Abzug der deutschen Truppen wurde jedoch die bisherige Militärpolizei aus dem Heeresdienst entlassen, um die verbleibende Grenz- und Sicherheitspolizei zu verstärken, die neben den alliierten Truppenverbänden für Ordnung zu sorgen hatte.
Jede Person über zwanzig Jahre durfte ohne Unterschied des Geschlechts ihre Stimme abgeben. Am 11. Juli fand die Abstimmung statt und 87,4 % der Bevölkerung beteiligten sich an ihr. Deutschland erhielt 363.209 (97,5 %), Polen 7980 (2,5 %) Stimmen.
In den Gebieten Marienburg und Marienwerder lagen die Dinge ebenso.
Nur Großbritannien und Italien entsandten Truppen in diese Abstimmungsgebiete. Es ist von einem kleinen Kontingent Franzosen in Marienwerder die Rede, aber außer der Anwesenheit von Mitgliedern der Kommissionen und einigen Offizieren in Danzig konnte bisher der Nachweis nicht geführt werden.
Der militärische Oberbefehl über die Besatzungstruppen oblag dem britischen General Richard Haking, der sein Hauptquartier in Danzig, also außerhalb des Abstimmungsgebiets, hatte.
In Allenstein bildeten britische, französische, japanische und italienische Verwaltungsangestellte die Kommission. Sie übernahm am 14. Februar 1920 die Amtsgeschäfte. In Allenstein, Lötzen und Lyck waren ein italienisches Infanterie-Bataillon (650 Mann), und in den Städten Allenstein und Osterode das britische 1. Bn Royal Irish Regiment stationiert, das später auf 800 Mann verstärkt wurde. Zu Einsätzen wurden einige Kompanien auch in andere Orte verlegt. Es wurde eine britische Kompanie sogar außerhalb der Zone nach Deutsch-Eylau, zur Sicherung des Bahnbetriebs nach Danzig, abgestellt.
Gleichzeitig mit der britischen Truppe wurde das bisher in Düren im Rheinland stationierte britische Feldpostamt (APO S. 120) Anfang Februar 1920 nach Allenstein verlegt. Es versorgte das britische Bataillon. Die Kompanie in Deutsch-Eylau hat dies Feldpostamt oder aber die Kommandantur des britischen Hauptquartiers in Danzig zur Postversorgung benutzt.
Die Feldpostbriefe nach Großbritannien wurden mit dem Stempel „ARMY POST OFFICE S. 120“ entwertet. Briefe der Soldaten waren portofrei, Briefe der Offiziere und Einschreibbriefe waren mit britischen Marken freizumachen. Soweit bekannt, wurden sämtliche Feldpostbriefe über das britische Hauptfeldpostamt „S. 40“ in Köln geleitet. Das A.P.O. S. 120 wurde am 13. August 1920 wieder geschlossen.
Die britischen Truppen verließen Allenstein am 15. August, schlossen sich am 18. August der Rheinbrigade in Mühlheim an, um am 30. Mai 1921 nach Oberschlesien verlegt zu werden.
In Marienwerder wurde die Truppe vom italienischen Colonel Fenando Po befehligt, dem ein Bataillon der Bersaglieri unterstand. Die Kommission dieser Zone war aus Zivilisten (meist Diplomaten) gebildet worden. Die italienischen Truppeneinheiten besaßen in den Abstimmungsgebieten kein Feldpostamt (auch nicht in Oberschlesien). Ihre Post wurde per Kurier nach Ober-Italien verbracht und von dort durch die offizielle Post weiterbefördert.
Nach der überwiegend für Deutschland ausgefallenen Abstimmung in beiden Abstimmungsgebieten waren die Alliierten bemüht, ihre Verwaltung und Truppen schnellstens aus den an Deutschland zurückgefallenen Gebiete zurückzuziehen. Als Termin war der 31. Juli vorgesehen worden. Lediglich die Ungewissheit über den Ausgang des polnisch-sowjetischen Krieges veranlasste die Alliierten (Lloyd George und Millerand) am 27. Juli 1920 (2. Konferenz zu Boulogne), ihre Truppen in Ostpreußen so lange zu belassen, bis die Lage geklärt war. Letztendlich wurde der Abzugstermin auf den 10. August 1920 festgesetzt.

### Oberschlesien
In Oberschlesien waren von Anfang an französische und italienische Truppen stationiert, wobei die ersten Franzosen bereits Mitte Januar eintrafen. Die französischen Truppen waren (amtlich) vom 12. Februar 1920 bis zum 10. Juli 1922 in Oberschlesien. Die Truppenstärke betrug 11.500 Franzosen und 2.000 Italiener.
Wegen der zunehmenden Unruhen und der einseitigen Begünstigung der Polen durch die Franzosen wurden Anfang März 1921 die ersten britischen Truppen nach Oberschlesien verlegt (vier Bataillone aus dem Raum Köln, u. a. Black Watch Regiment). Diese Truppen wurden wegen der ausbrechenden Kämpfe nach der Volksabstimmung am 28. Mai 1921 noch durch eine britische Division verstärkt.
Die britische Feldpost benutzte folgende Feldpoststempel „ARMY POST OFFICE / S 64“ in Gleiwitz und Tarnowitz, sowie „APO S. 120“ in Oppeln. Proud erwähnt außerdem die Verwendung des Stempels A.P.O. S. 110 durch die 2nd. Silesian Brigade ab Juni 1921, bis jetzt ist jedoch noch kein Beleg mit diesem Stempel aufgetaucht.
Die französische 46. Division Chasseurs Alpins und das 22. Bataillon Chasseurs Alpins hatten ein gemeinsames Feldpostamt mit der Nr. 184, bei dem zwei Stempel mit dem Text „TRESOR POSTES * 184 *“ eingesetzt waren (unterschiedliche Größe der Sterne). Außerdem wurde 1920/21 ein Stempel mit ausgekratzter Nummer verwendet.
In der Arbeitsgemeinschaft Oberschlesien im Bund Deutschen Philatelisten e. V. sind dem langjährigen Leiter Rolf Ritter bis 1968 35 französische, 12 britische und 2 (!) italienische Feldpostbelege aus dieser Zeit bekannt geworden
Die Italiener (32. Infanterie-Regiment) hatten kein Feldpostamt mitgebracht. Stationierungsorte der Italiener waren u. a. Kreuzburg und Cosel, wo sich ein italienisches Feldlazarett befand. Die Soldatenpost (ausschließlich ausgegebene Feldpostkarten) wurde in geschlossenen Säcken nach Udine transportiert und dort in den üblichen Postdienst eingeschleust. Diese Karten tragen einen Ellipsenstempel mit folgendem Text: „TRUPPE ITALIANE / IN / ALTA SLESIA / – COMMANDO –“.
Selbstverständlich gibt es neben diese Feldpoststempel noch Truppenstempel und Stempel des Militär-Departements der Alliierten Kommission für Oberschlesien sowie Innendienststempel der Abstimmungstruppen.

## Saarabstimmung
Die von Völkerbund eingesetzte „Regierungskommission des Saargebiets“ nahm am 26. Februar 1920 ihre Tätigkeit auf. Zum Präsidenten wurde der französische Staatsrat Rault, Präfekt des Marne-Departements, bestimmt. Belgien war durch Major Lambert, Dänemark durch den Grafen von Moltke-Huitfeld vertreten. Hinzu kamen der Landrat von Saarlouis, Alfred von Boch, und im März 1920 der ehemalige Bürgermeister von Winnipeg, der Kanadier Waugh. Bei den Mitgliedern des Gremiums traten im Laufe der fünfzehn Jahre einige Wechsel ein, auf die wir hier nicht weiter eingehen wollen.
Am 4. Juni 1934 war vom Völkerbund der Zeitpunkt der Volksabstimmung auf den 13. Januar 1935 festgelegt worden. Eine internationale Dreier-Kommission sollte die Abstimmung überwachen. Um während der Wahlphase Ruhe und Ordnung zu gewährleisten, den sicheren Transport der Wahlurnen nach der Stimmabgabe von den Wahllokalen zur zentralen Auszählung in Saarbrücken durchzuführen, und nicht zuletzt, um die Präsenz des Völkerbundes sichtbar werden zu lassen, wurden noch vor Weihnachten. Das gesamte Kontingent unterstand dem britischen Major-General J.E.S. Brind.

### Britische Feldpost
Das britische Kontingent wurde gestellt von der 13. Inf. Brigade (darunter die 12th Royal Lancers und das 1st East Lancashire Regt.), die bisher in Ägypten stationiert war und nun ins Saarland abkommandiert wurde. Zur Sicherstellung der postalischen Betreuung wurde das „Field Post Office 10“ nach Saarbrücken verlegt. Dieses Feldpostamt kam ebenfalls aus Ägypten. Zur besseren Versorgung wurden in verschiedenen Orten, die zum Sicherungsbereich der Briten gehörten, Nebenpostämter unterhalten.
Alle eingelieferten gewöhnlichen Briefe, aber auch Einschreibbriefe, waren gebührenpflichtig. Die Frankierung erfolgte nach dem Tarif für Soldatenbriefe zu verbilligter Gebühr mit britischen Freimarken. Diese Marken wurden durch das Feldpostamt an die Soldaten des „British Contingent / Saar Plebiscite Force“ verkauft. Lediglich dienstliche Sendungen mit dem Vermerk „On his Majesty's Service“ wurden gebührenfrei befördert.
Die versiegelten Postbeutel erreichten London über Calais und Dover. In London kamen sie in den zivilen Postlauf. Besonders viele Briefe sind nach Ägypten gerichtet gewesen. Briefe aus Ägypten ins Saarland waren mit „Soldatenmarken“ frankiert, die auf der Rückseite der Briefe wie Verschlussmarken aufgeklebt waren. Die „Saarbrücker Landeszeitung“ vom 8. Februar 1935 meldete „dass die englischen sowie italienische Truppen in der Zeit vom 19. bis zum 28. Februar 1935 das Saargebiet verlassen“.

### Schwedische Feldpost
Das schwedische Saarbataillon bestand im Wesentlichen aus dem verkleinerten III. Bataillon und Teilen des I. Bataillon, Stockholm. Die 260 Mann unterstanden dem Befehl des 51-jährigen Oberstleutnants Artur Georg Nordenswan.
Nach einer großen Verabschiedung in Stockholm und Trelleborg erreichte die Truppe am 22. Dezember 1934 Merzig. Der Stab und die Kompanie Sillén blieben in Merzig. Die Kompanie Linton wurde im Nonnenkloster in Beckingen (12 km südöstlich von Merzig), und die Kompanie Pluton in Mettlach (12 km nordöstlich von Merzig) untergebracht.
Die eigentliche Aufgabe kam natürlich am 13. Januar 1935, dem Tag der Abstimmung. Zu Zwischenfällen kam es, von einigen kleinen Vorkommnissen abgesehen, bei den Wahlen nicht. Nachdem die Wahllokale geschlossen hatten, wurden die Wahlurnen streng bewacht nach Saarbrücken gebracht. Die 12. Kompanie begleitete gegen Mitternacht den Zug mit den Wahlurnen von Mettlach aus die 42 km bis Saarbrücken. Entlang der Strecke stand alle 500 Meter ein Polizeibeamter. Jeder Eingriff war somit ausgeschlossen.
Sofort nach der Ankunft in Merzig war das Feldpostkontor eingerichtet worden. Zur Verfügung stand dafür eine Privatwohnung im ersten Stock in der Poststraße 56. Ein großes Schild „FÄLTPOST“ und eine schwedische Fahne machten auf diese Einrichtung aufmerksam. Unter der Leitung des Postmeisters Sven Svenmarck konnte der Dienst aufgenommen werden.
Sven Svenmarck war im Privatleben Postmeister beim Postamt Stockholm 7. Er hatte bereits Erfahrungen im Feldpostdienst sammeln können. So war er bei den Manövern 1927–28, 1930 und später wieder 1936–38 eingesetzt. Das Feldpostamt unterstand der General-Postverwaltung in Stockholm, die auch für die Kosten des Postmeisters aufzukommen hatte. Offensichtlich nutzte die Postverwaltung in Schweden den Truppeneinsatz im Saarland, um ihre Feldposteinrichtungen in der Praxis zu testen und Erfahrungen zu sammeln. Das schwedische Feldpostamt hatte ein sehr breitgefächertes Angebot postalischer Dienstleistungen.
Die anfallende Post wurde in geschlossenen Säcken via Frankfurt a. M., Saßnitz und Trelleborg nach Schweden befördert. Zweimal täglich wurde die Verbindung zu den Einheiten in Beckingen und Mettlach hergestellt.
Die Angehörigen des schwedischen Kontingents erhielten einen Feldpostbrief (Typ M 2) und eine Feldpostkarte (Typ Mbk 4) je Woche. Der Feldpostbrief vom Typ „M 2“ war ein Umschlag aus bräunlichem Papier mit einer blauen Antwortmarke vom Typ „kleines Reichswappen“, mit dem Zusatz „FÄLTPOST“ ohne Umrandungslinien unter der Verschlussklappe. Bei der Feldpostkarte handelt es sich um eine Karte mit Zusatz „MILITÄRBREVKORT“ in schwarz auf weißem Karton. Im Wertzeichen ist „AVGIFTSFRITT“ vermerkt. Insgesamt wurden 2.084 Feldpostbriefe und die gleiche Anzahl Karten an die Truppe verteilt. Die Postverwaltung wurde dafür mit 833,60 Kronen entschädigt. Das entspricht einem Preis von 30 Öre je Brief und 10 Öre je Karte.

Anfangs wurden nur diese Sendungen angenommen und befördert. Weitere Briefe waren der saarländischen Post zu übergeben und entsprechend mit saarländischen Freimarken zu bekleben. Das Porto für diese Sendungen betrug für gewöhnliche Briefe 1,50 Fr. und für Postkarten 0,90 Fr., umgerechnet 40 bzw. 25 Öre. Einige dieser Briefe wurden dennoch der Feldpost übergeben. Der Postmeister stempelte sie mit einem Gummistempel auf der Rückseite und setzte in einigen Fällen seinen Namenszug hinzu, bevor er sie der saarländischen Post übergab. Ein solcher Brief ist noch vom 8. Februar 1935 bekannt, der aber ganz deutlich von Svenmarck „philatelistisch“ beeinflusst wurde. Der Stempel wurde eben nur in der Anfangszeit verwendet. Es sind aber auch Sendungen bekannt geworden, bei denen saarländische Briefmarken, entgegen der Vorschrift mit dem Stempel des schwedischen Saarbataillons gestempelt worden sind.
Bereits am 23. Dezember 1934, einen Tag nach der Ankunft, machte Svenmarck seinen Antrittsbesuch beim britischen Kontingent. Dort sah er die Verwendung britischer Marken auf Sendungen der Truppe in die Heimat, und dies zum britischen Inlandstarif. Über diese Verfahrensweise informierte er die schwedische Postverwaltung, er strebte damit diese Lösung auch für sein Postamt an. Seit dem 8. Januar 1935 konnte man Briefe mit schwedischen Marken zum Inlandporto mit 15 Öre frankiert aufgeben. Zur Entwertung wurde natürlich der Stempel des Feldpostamts verwendet. Aus der Zeit vor der neuen Regelung sind schon Sendungen mit schwedischen Marken zum Inlandstarif bekannt geworden, obwohl dies nicht den Vorschriften entsprach. Die Regierungskommission hatte zwar die Zustimmung schon erteilt, aber die schriftliche Bestätigung durch die Postverwaltung fehlte noch. Sie war aber noch vor Jahresende telefonisch durchgegeben worden. Da Svenmarck einen kleinen privaten Bestand an schwedischen Freimarken mitgenommen hatte, wurden diese verwendet und gestempelt – wohlgemerkt: offiziell war das noch nicht!
Einige weitere Verfügungen der Postverwaltung aus dieser Zeit beschäftigten sich mit den Dienstbestimmungen der Feldpost, und erst Mitte Januar waren alle Anpassungen an die ungewöhnlichen Verhältnisse geregelt. Nun waren zum Inlandporto Einschreibsendungen ebenso zugelassen wie Telegramme, Postgiro und der Postsparkassendienst. Für Pakete gab es eine Begrenzung bis 1 kg. Das Feldpostamt erhielt Briefmarken im Wert von 8.000 Kr.
Exakte Angaben über das Postaufkommen können nicht gemacht werden. Eine Statistik umfasst nur den Zeitraum vom 8. Januar bis 16. Februar 1935. Das Postaufkommen muss aber auch schon vorher beträchtlich gewesen sein. Die Weihnachts- und Neujahrspost war sicher nicht unbedeutend.
Nach Schätzungen wurden in der gesamten Laufzeit etwa 20.000 Sendungen, davon 2.769 eingeschriebene versandt. Diese Zahl stimmt auch mit den Angaben aus der Statistik vom 8. Januar bis 16. Februar überein. In dieser Zeit wurden 11.230 Briefe, 3.135 Postkarten und 641 andere Sendungen wie Streifband, Drucksachen usw., insgesamt also 15.006 Sendungen angenommen und befördert. Auf Postsparbüchern wurden 604 Einzahlungen mit einem Volumen von 26.683 Kr und 83 Auszahlungen mit 1.804 Kr. vorgenommen.
Aus Schweden kamen in der gleichen Zeit nur 7.300 Sendungen, davon 601 eingeschriebene Briefe, im Saarland an. Wie viele davon aus Antwortbriefen frankiert mit der blauen Feldpostmarke (konnte unter der Umschlagklappe des Feldpostbriefes ausgeschnitten werden) waren und adressiert „Svenska Saarbataljonen Malmö–Saar“, ist leider nicht bekannt. Von diesen Belegen sind nur sehr wenige aufgehoben worden.
Großer Andrang herrschte am letzten Öffnungstag (16. Februar 1935). Der Dienst ging bis spät in die Nacht. Alleine an diesem Tage waren 1.500 Briefe, davon 463 Einschreibsendungen, aufgegeben worden. Der größte Teil war mit mehreren Marken frankiert, so dass an diesem einen Tag etwa 4.000 Marken zu stempeln waren. Als letzter Tag gilt der 16. Februar 1935. Die Abschlussarbeiten dehnten sich jedoch noch bis nach Mitternacht aus, wie Svenmarck in einem Zeitungsartikel schrieb. Ein sehr kleiner Teil der am 16. Februar aufgegebenen Sendungen wurde am 17. Februar 1935 gestempelt, dazu gehörten auch noch Einschreibsendungen.
Nur für die Lieferung eines Stempels an das Saarbataillon konnte eine Quittung gefunden werden. Dennoch sind drei verschiedene Varianten festzustellen. Unterschiedlich war nur die Datumszeile, in der Ziffern in Antikva und Grotesk vorkommen. Der Stempel „A“ ist der gewöhnliche und echte Abschlag, er hat die Ziffern in Antiqua in der Datumsangabe und die Ziffern in Grotesk in der Angabe des Jahres, besonders gut in der „3“ zu sehen. Über die Verwendung der Stempel „B“ und „C“ gibt es unterschiedliche Auffassungen. Das Postaufkommen am 13. Januar 1935 war mit reichlich tausend Sendungen der unterschiedlichsten Art ungewöhnlich groß. Angaben zufolge sind etwa 2–300 Briefe liegen geblieben, die später gestempelt worden sind. Dabei war der Datumseinsatz „fehlerhaft“ ausgetauscht worden. Unbeabsichtigt wurde die Ziffer „3“ in Antiqua in der Datumsangabe gegen eine „3“ in Grotesk gewechselt. Ob diese Abstempelung am nächsten Tag oder nach der Rückkunft in Stockholm stattgefunden hat, lässt sich nachträglich nicht ermitteln. Die Stempelabschläge sind dadurch nicht falsch, aber immerhin nicht ganz korrekt abgeschlagen worden.
In diesem Zusammenhang ist folgende Begebenheit interessant. Ein Stockholmer Briefmarkenhändler kaufte 1936 270 Briefe, die an den Feldpostmeister gerichtet waren. Alle hatten auf der Vorderseite einen Saar-Stempel-Abschlag. Für Sendungen ins Saarland war der Abschlag eines Ankunftstempels bei der Feldpost unüblich. Immerhin sind es philatelistisch interessante Belege. In einer Anzeige wurden dafür 4.50 Kr./Stück verlangt. Verkauft wurden nur wenige. Die unverkauften wurden im Ausland für 10 bis 15 Kr./Stück verkauft. Dies ist sicherlich einer der Gründe, warum so viele Belege davon im Ausland anzutreffen sind.
Der letzte, aufgeführte Stempel, „C“, steht im Verdacht, falsch zu sein. Er ist bisher noch auf keinem Dienstbrief und auch nicht auf einer eingeschriebenen Sendung gesehen worden. Dafür findet man ihn auf unadressierten oder mit mangelhaft ausgeführter Adresse -meist mit Bleistift- auf Militärumschlägen (Typ M 1 und auch M 1) der Ausgabe von 1929. Man geht davon aus, dass es sich um einen Falschstempel mit fest eingraviertem Datum vom 13. Januar 1935 handelt. Andere deuteten an, dass Svenmarck einen weiteren Stempel angeschafft hatte, um den großen Postanfall und die vielen Stempelwünsche zum Wahltag bewältigen zu können. Letzte Gewissheit haben wir (noch) nicht.
Ein weiterer, wahrscheinlich in Deutschland hergestellter und falscher Stempel, wurde zur Herstellung von Briefen mit schwedischen zusammen mit saarländischen Freimarken verwendet. Auch von diesem Stempel gibt es nur ein Datum, den 16. Februar 1935, also vom Letzttag. Dieser Stempel ist sowohl kleiner im Format als auch in den Buchstaben. Besonders auffällig ist der kleinere Stern. In Unkenntnis der Vorschriften haben Sammler Sendungen mit schwedischen Marken aufgegeben, die vom Saarland aus ins nicht-schwedische Ausland zu versenden waren. Auch für diese Briefe fand der Postmeister eine Möglichkeit zur Beförderung. Solche Sendungen wurden auf dem üblichen Weg nach Schweden befördert und gelangten von da in den üblichen Postlauf. Für diese Sendungen war natürlich das schwedische Auslandsporto zu zahlen. Es hatte sich niemand träumen lassen, wie groß das Interesse an diesen Saarstempeln war. Es waren nicht nur schwedische und deutsche Sammler, die sich um diesen Abschlag bemühten. Sogar aus Amerika und anderen Ländern kamen Stempelwünsche, um die sich dann der Postmeister selber kümmerte. Sammler schickten Briefe mit einer 5 oder 10 Kronen-Frankatur oder baten um Dienstbriefe. An einem Tag bekam der Postmeister selbst 143 Sendungen, dabei waren auch 25 Dienstbriefe. Ein Soldat, der für eine schwedische Zeitung schrieb, berichtete: „Hier herrscht vollkommener Briefmarken-Terror. Der Hauptteil der umfangreichen Post besteht aus Sendungen von Personen, die bei der Truppe völlig unbekannt sind und sich als eifrige Briefmarkensammler zu erkennen geben.“ Ein Sergeant schickte täglich 8 Briefe, seine Ausgaben für Porto waren entsprechend.
Das schwedische Kontingent verließ das Saarland am 18. Februar 1935 um 7:00 Uhr morgens.

Italienischer Feldpost und niederländische Nebenstempel verwendet anlässlich der Saarabstimmung

### Niederländische Feldpost
Die niederländische Abstimmungstruppe verfügte über kein eigentliches Feldpostamt. Der zugeordnete Feldprediger, ein niederländischer Militärgeistlicher, besorgte auch die Geschäfte eines Feldpostmeisters. Seine Dienststelle befand sich in Saarbrücken in der Bleichstraße 1.
Hatte man anfangs versäumt, einen ausreichenden Vorrat an Postwertzeichen anzulegen, so wurden am 27. Dezember 1934 je 2.000 Marken zu 6 und 1½ Cent geliefert. Aus Briefen weiß man, dass in der Kantine des „Nederlandsch Contingent Saartroepen“ in Saarbrücken und St. Ingbert diese Freimarken verkauft wurden. Man geht davon aus, dass die Briefmarkenmenge den Bedarf von zwei Monaten entsprochen hat.
Die vom Feldprediger täglich eingesammelten Briefe wurden in Briefbeutel verschlossen und nach Emmerich am Niederrhein versandt. Die Beutelfahnen trugen den Vermerk „Aan Emmerik-Amsterdam, von Commandant Nederlandsch Contingent Saarbrücken“. Ein eigener Feldpoststempel war nicht vorhanden, und so wurden die Sendungen erst im Bahnpostwagen Emmerich-Amsterdam durch Bahnpoststempel entwertet. Man erkennt die Briefe nur durch Absenderangaben. Auf Dienstbriefen mit dem Wappen des Marine-Corps war zusätzlich der Ovalstempel „Saartroepen“ abgeschlagen. Einschreibsendungen waren bei der niederländischen Feldpost nicht zugelassen.

### Italienische Feldpost
Das italienische Postamt war, wie das britische, in Saarbrücken. Neben der Versendung von gewöhnlichen Briefen und Karten war auch die Einlieferung von dienstlichen Einschreib- und Wertsendungen zugelassen. Die Ausgabe von Freimarken unterblieb, da Barfreimachung möglich war. Nur die Dienstpost wurde portofrei befördert.
Für private Sendungen galt der italienische Inlandstarif. Für unfrei aufgelieferte Briefe hatte der Empfänger in Italien nur die Briefgebühr zu zahlen. Eine Einzugsgebühr wurde in diesem Falle nicht erhoben.
Im Stempel war, anstelle der Uhrzeitangabe, eine Zahl in römischen Ziffern angegeben, die das Jahr der „faschistischen Zeitrechnung“ angab, die mit dem Marsch Mussolinis und seiner Anhänger ‚auf Rom‘ am 28. Oktober 1922 ihren Anfang nahm.
Die Post wurden in verschlossenen Beuteln nach Mailand (für Norditalien) und nach Rom (für Süditalien) befördert.

### Das Ende der Abstimmungszeit
Am 18. Februar 1935 wurde in Neapel zwischen der Reichsregierung und der Regierungskommission des Saarlandes eine Vereinbarung über die Überleitung der Verwaltung getroffen.
Präambel: Nachdem der Völkerbundsrat am 17. Januar 1935 die Vereinigung des Saargebiets mit Deutschland beschlossen und den Zeitpunkt der Wiedereinsetzung Deutschlands in die Regierung des Saargebiets auf dem 1. März 1935 festgesetzt hat, haben die Regierungskommission des Saarlandes und die deutsche Regierung zur Überleitung der Verwaltung folgendes vereinbart:
Artikel 1: Die Verwaltung des Saarlandes geht am 1. März 1935 um 0 Uhr auf die deutsche Regierung über.
Sechs weitere Artikel regelten die Überleitung im wirtschaftlichen und rechtlichen Bereich.

## Ausgewertete Quellen
1. ↑  Hans Andersen: Nord-Schleswig (Plebiscit 1920) (= Neues Handbuch der Briefmarkenkunde. Heft 8). Frankfurt a. M. 1962.
2. ↑  Michael Dobbs: F.P.O. H.2 in Danzig – 1920. In: FPHS Newsletter. 194, Winter, 1987.
3. ↑  Werner Schulz: Englische Besatzung und Feldpost in Allenstein / Ostpreußen während der Volksabstimmung 1920. Braunschweig 1988 (Manuskript).
4. ↑  Rolf Ritter: persönliche Information ArGe Oberschlesien. Kamen 23. Oktober 1986.